# Partido Dhivehi Rayyithunge
Dhivehi Rayyithunge Party (DRP)  (en maldivo: ދިވެހި ރައްޔިތުންގެ ޕާޓީ, en inglés: Maldivian People’s Party, en castellano: Partido del Pueblo Maldivo) fue un partido político de las Maldivas, que hasta 2005 fue el partido único del país. Hasta ese momento, al no permitirse partidos políticos, era un movimiento y por ello su registro legal data de ese año 2005. El partido funcionó hasta 2023, donde fue disuelto debido a no cumplir con el mínimo de miembros.
El último líder del partido fue Abdullah Jabir.

## Resultados electorales

### Elecciones presidenciales
|  | 40.34 % |

|  | 45.32 % |

|  | 5.13 % |

### Elecciones parlamentarias
| Año  | Votos  | %     | Escaños | +/- |
| ---- | ------ | ----- | ------- | --- |
| 2005 | 68.931 | 31,10 | 18/42   |     |
| 2009 | 40.886 | 24,62 | 28/77   | 10  |
| 2014 | 549    | 0,30  | 0/85    | 28  |
| 2019 | 373    | 0,18  | 0/87    |     |